# Ectobius sjoestedti
Ectobius sjoestedti är en kackerlacksart som först beskrevs av Robert Walter Campbell Shelford 1910.  Ectobius sjoestedti ingår i släktet Ectobius och familjen småkackerlackor. Inga underarter finns listade i Catalogue of Life.